# Hajnáčská vrchovina
Hajnáčská vrchovina je geomorfologický podcelek Cerové vrchoviny. Nejvyšší vrch Karanč je s výškou 725 m n. m. nejvyšším vrcholem celého pohoří.

## Polohopis
Podcelek zabírá nejvyšší část pohoří v Slovensko - maďarském pohraničí, ale úzkým pásem pokračuje centrální částí na jeho severní okraj. Na jihu Hajnáčskou vrchovinu vymezuje státní hranice, na západě sousedí Mučínska vrchovina, na severu Fiľakovská brázda a Bučenská vrchovina. Na severovýchodě se úzký výběžek dotýká Rimavské kotliny a východním směrem pokračuje Cerová vrchovina podcelkem Petrovská vrchovina.

## Vybrané vrcholy
- Karanč (725 m n. m.) - nejvyšší vrchol pohoří
- Šiator (660 m n. m.)
- Monica (584 m n. m.)
- Pohanský hrad (578 m n. m.)
- Ragač (537 m n. m.)

## Chráněná území
Podcelek zasahuje do CHKO Cerová vrchovina, z maloplošných chráněných území zde leží:
- Čakanovský profil - přírodní památka
- Šomoška - národní přírodní rezervace
- Pohanský hrad - národní přírodní rezervace
- Hajnáčsky hradný vrch - přírodní rezervace
- Ragáč - národní přírodní rezervace
- Soví hrad - přírodní památka
- Kostná dolina - národní přírodní památka
- Ostrá skala - přírodní rezervace
- Zaboda - přírodní památka
- Steblová skala - přírodní rezervace [2]